# Parerythropodium
Parerythropodium es un género de corales de la familia Alcyoniidae, subclase Octocorallia, clase Anthozoa.
Algunos autores afirman que este género debería suprimirse, ya que sus especies pertenecen al género Alcyonium. En este artículo se adopta la clasificación del Registro Mundial de Especies Marinas.
Este género pertenece a los llamados corales blandos, así denominados porque, al contrario de los corales duros del orden Scleractinia, no generan un esqueleto de carbonato cálcico, por lo que no son generadores de arrecife. Como sustento de su estructura presentan pequeñas espículas de carbonato cálcico denominadas escleritos. La forma, distribución y grosor de estos escleritos se emplea para determinar sin margen de error la especie a la que pertenece cada individuo recolectado.

## Especies
El Registro Mundial de Especies Marinas acepta las siguientes especies:  
- Parerythropodium hibernicum. Renouf, 1931
- Parerythropodium maristenebrosi. Stiasny, 1937

## Morfología
Las colonias de pólipos son incrustantes o tienen forma lobulada, en cuya superficie brotan los pólipos, que tienen 8 tentáculos pinnados y se pueden retraer totalmente. Suele colonizar gorgonias y corales del género Antipathes, compitiendo con los pólipos del ejemplar colonizado, para terminar recubriéndolo por completo. El color del tejido común de la colonia es rojo, blanco o rosa.
Sus pólipos son blancos o amarillentos y alcanzan un tamaño de unos 5 milímetros. No se distribuyen de forma regular, por lo que puede haber partes de la misma que no poseen pólipos. Los pólipos también poseen escleritos.

## Hábitat y distribución
Bastante abundante en el circalitoral, entre 8 y 100 metros de profundidad. Se incrusta sobre rocas, conchas, gorgonias e incluso sobre el sustrato o sobre algas pardas como Sargassum. En salientes, cuevas y zonas poco iluminadas.
Se distribuye en el Mediterráneo y en el Atlántico oeste, en Portugal, España, Marruecos y Mauritania.

## Alimentación
No poseen zooxantelas, por lo que se alimentan exclusivamente de las presas de plancton, que capturan ayudados de los tentáculos de sus pólipos, y absorbiendo materia orgánica disuelta en el agua.

## Reproducción
Son de fertilización interna. Los huevos fertilizados producen larvas ciliadas, que se fijan cerca de la colonia madre y comienzan su evolución a pólipo. Posteriormente se reproducen asexualmente por división, dando origen a la colonia, que es de sexos separados, o gonocórica.